# 宮地政司
宮地 政司（みやじ まさし、1902年10月7日 - 1986年10月11日）は、日本の天文学者、理学博士。

## 生涯
広島県因島市（現・尾道市）出身。旧制第六高等学校を経て、1925年東京帝国大学理学部天文学科卒業。ジャワ島ボスカ天文台長、東京天文台国際報時所研究主任を経て東京大学教授兼東京天文台技官となり、東京天文台長を務めた。1964年測地学審議会長となり、日本地図センター長も務めた。

## 著書

### 単著
- 『人工衛星』（角川書店 角川新書 1958年）
- 『宇宙の探求』（岩波書店 現代の自然観 1960年）
- 『天文学の応用・時間の管理と時報』（恒星社厚生閣 新天文学講座9 新版 1964年）
- 『天文台と観測器械・天体望遠鏡』（恒星社厚生閣 新天文学講座11 新版 1964年）
- 『地球の物理・人工衛星』（恒星社厚生閣 新天文学講座5 新版 1965年）
- 『天体の位置観測・天文常数系』（恒星社厚生閣 新天文学講座13 新版 1965年）

### 共著
- 『地球天文事典』（平凡社 体系理科事典1 1958年）
- 『現代の自然観』（岩波書店 1960年）

### 訳書
- 『宇宙の生命』（M.N.オーベンデン著 河出書房新社 現代の科学 1968年）